# Revolução do Texas
A Revolução do Texas ou Guerra de Independência do Texas foi um confronto militar entre o México e colonos na parte texana do estado mexicano de Coahuila y Tejas. A guerra ocorreu de 2 de outubro de 1835 a 21 de abril de 1836, embora as hostilidades marítimas tenham continuado até 1840.
Descontentes com a política centralizadora do presidente Antonio López de Santa Anna, vários estados mexicanos se revoltaram. No Texas, os colonos de língua inglesa (chamados de texians) iniciaram uma pequena revolta que culminou com a batalha de Gonzales, marco inicial da revolução. A vitória dos texanos neste primeiro combate teve importante significado político e motivou outros insurgentes da região na criação do Exército Texano.
Após os sucessos iniciais dos revoltosos em La Bahía e no cerco de Béxar, os texanos se depararam com uma esmagadora ofensiva mexicana nas mesmas posições, alguns meses depois, comandada pessoalmente pelo presidente Antonio López. Mas o êxito do exército mexicano foi interrompido por uma inesperada derrota na decisiva batalha de San Jacinto, na qual, em apenas 18 minutos, o Exército Texano liderado pelo general Sam Houston venceu os mexicanos e capturou Antonio López.
Com o fim da guerra em 1836, foi criada a República do Texas, um país independente que existiu até ser voluntariamente anexado pelos Estados Unidos em 1845. A Revolução do Texas e está anexação motivou a guerra Mexicano-Americana, que acabou por consolidar o Texas como estado norte-americano, bem como permitiu aos Estados Unidos ampliar o seu território em cerca de um quarto, enquanto o México perdeu aproximadamente metade do seu.

## Origem do conflito
A Guerra da Independência do México pôs fim ao controle exercido pela Espanha sobre suas colônias na América do Norte, e o novo país, México, nasceu ocupando grande parte do território que compreendia a Nova Espanha. Em 4 de outubro de 1824, o México aprovou uma nova constituição que definiu o país como uma república federativa com dezenove estados e quatro territórios. A antiga província do Texas Espanhol tornou-se parte de um estado mexicano recém-criado, Coahuila y Tejas, cuja capital era Saltillo, distantes centenas de quilômetros da capital do Texas, San Antonio de Béxar (hoje San Antonio).
O novo país emergiu da guerra, essencialmente, falido. Com pouco dinheiro para os militares, os colonos do México foram incentivados a criar suas próprias milícias para proteção contra tribos indígenas hostis. O Tejas era muito pouco povoado e na esperança de que um influxo de colonos poderia controlar os ataques indígenas, o governo liberalizou as políticas de imigração para a região. O primeiro grupo de colonos, conhecido como o Velho Três Mil, chegou em 1822 para resolver uma concessão empresarial que tinha sido dada a Stephen F. Austin. Dos 24 empresários, só resolvida cidadãos a partir do interior do México, a maioria dos colonos restantes vieram dos Estados Unidos.
No Texas, os colonos nascidos no México logo foram superados em número por aqueles nascidos nos Estados Unidos. Para resolver esta situação, o presidente Anastasio Bustamante implementou diversas medidas em 6 de abril de 1830. Destaca-se uma proibição da imigração oriunda dos Estados Unidos, embora os cidadãos americanos seriam autorizados a instalar em outras partes do México. Além disso, a lei imposto sobre a propriedade, destinada a imigrantes isentos do pagamento de impostos por dez anos, foi anulado, e as tarifas foram reajustadas em mercadorias enviadas dos Estados Unidos. Bustamante também ordenou que todos os colonos Tejas a respeitar a proibição federal contra a escravidão ou o rosto de intervenção militar. Essas medidas não tiveram o efeito pretendido. Os colonos violaram ou simplesmente ignoraram as leis. Até 1834, estimava-se que mais de 30 000 anglos (abreviação de anglophones, as pessoas cuja língua materna é o inglês) viviam em Tejas e Coahuila, em comparação com apenas 7 800 nascidos cidadãos mexicanos. Em 1836, havia cerca de 5 000 escravos em Tejas.

### Cerco de Bexar
Enquanto Philip Dimmitt supervisionava as forças do Exército Texano ao longo da costa do golfo, Stephen F. Austin trabalhava para organizar os homens reunidos em Gonzales em um exército coeso. Em 13 de outubro, Austin levou o recém-formado Exército Texano em direção a Bexar para enfrentar Martín Perfecto de Cos e suas tropas. Uma semana depois, os homens chegaram a Salado Creek e iniciaram o cerco de Béxar. O texanos gradualmente mudaram seu acampamento para perto de Bexar e, em 27 de outubro, acamparam em Mission San Francisco de la Espada. Naquela tarde, Austin enviou James Bowie e James Fannin com um contingente de homens para encontrar um local para acampamento. Os homens perceberam que Missão Concepción era um bom local de defesa. Em vez de retornar imediatamente para Austin, como suas ordens especificavam, Bowie e Fannin vez enviaram um mensageiro para trazer indicações de Austin em Concepción. No dia seguinte, Austin irritado emitiu um comunicado ameaçando de corte marcial funcionários que optaram por não seguir as ordens.
Porque tinha aprendido que o exército texano foi temporariamente dividido e enviado Ugartechea e tropas para acoplar Bowie e os homens de Fannin. Seguiu-se a batalha de Concepción, que o historiador J. R. Edmondson descreve como "a grande primeira contratação da Revolução do Texas", foi a última ofensiva contra o exército texano por parte de Martín Perfecto de Cos. Embora a historiadora Alwyn Barr acredite que a batalha "deveria ter ensinado ... lições de coragem mexicana e do valor de uma boa posição defensiva", historiador Stephen Hardin acredita que "a relativa facilidade da vitória em Concepción incutiu nos texanos uma confiança em seus rifles de longo cano e um desprezo por seus inimigos".
O exército de voluntários texanos tinha pouca experiência como soldados profissionais, e pelo início de novembro, muitos tinham começado a perder suas casas. Como o tempo ficou mais frio e rações ficaram menores, os soldados ficaram doentes, e grupos de homens começaram a sair, a maioria sem permissão. Em 18 de novembro, no entanto, um grupo de voluntários dos Estados Unidos, conhecida como a Nova Orleans Greys, entrou para o exército texano. Ao contrário da maioria dos voluntários texanos, os Greys pareciam soldados, com uniformes, rifles, munição adequada, e alguma aparência de disciplina. Os Greys, bem como várias empresas de texanos que havia chegado há pouco tempo, estavam ansiosos para enfrentar o exército mexicano diretamente. Os voluntários texanos, entretanto, foram tornando-se desanimados com o cerco. Dentro de dias, Austin renunciou a seu comando para se tornar um comissário para os Estados Unidos; o exército texano elegeu Edward Burleson como seu novo comandante.
Em 26 de novembro, Burleson recebeu a notícia que um mexicano tropa de mulas e cavalos, acompanhado por 5-10 soldados mexicanos, estava dentro de cinco milhas (8,0 km) de Bexar. Após um motim, Burleson enviou Bowie e William H. Jack com a cavalaria e infantaria para interceptar as entregas. Na batalha seguinte, as forças mexicanas foram forçadas a retirar-se para San Antonio, deixando a carga para trás. Para a decepção dos texanos, os alforjes continham forragens somente para os cavalos, por esta razão, a batalha foi mais tarde conhecida como a "luta pela grama".
Embora a vitória brevemente elevou o moral das tropas texanas, o clima mais frio e o cansaço dos homens tiveram efeito contrário. Burleson propôs que o exército levantasse o cerco e recuasse para Goliad até a primavera. Seu conselho de guerra até que o coronel era ambivalente Ben Milam se levantou e gritou: "Quem vai com o velho Ben Milam em San Antonio?" Várias centenas de soldados, incluindo o New Orleans Greys, concordaram em participar do ataque, que começou em 5 de dezembro. Milam e o coronel Frank W. Johnson levou duas colunas de homens para a cidade e para os poucos dias seguintes eles lutaram sua maneira de casa em casa para as praças fortificadas onde os soldados mexicanos esperavam. Milam foi morto por um atirador em 7 de dezembro.
Em 9 de dezembro, Cos e a maior parte dos seus homens se retiraram para a Missão da Alamo, na periferia de Bexar. Por ter apresentado um plano para um contra-ataque, oficiais acreditavam que eles seriam cercados por texanos e recusaram-se a seguir as suas ordens. A cavalaria de 175 soldados a partir de quatro de cavalaria deixou o empreendimento da missão e cavalgou para o sul. Possivelmente Sánchez Navarro, disse que as tropas não foram abandonando as suas ordens, mas incompreendida e estavam retirando-se todo o caminho até o rio Grande. Na manhã seguinte, Cos chamou Navarro Sanchez para o Álamo e deu-lhe ordens para "ir salvar aqueles bravos homens. Aproxime-se do inimigo e obtenha as melhores condições possíveis". Em 11 de dezembro, os texanos oficialmente aceitaram a rendição Cos.
Sob os termos da rendição, Cos e seus homens deixaram o Texas e já não lutam contra a Constituição de 1824. Com a sua partida, já não havia uma guarnição de tropas organizadas mexicanas no Texas, e muitos dos texanos acreditavam que a guerra tinha acabado. Johnson descreveu a batalha como "o período de colocar a nossa guerra atual." Burleson renunciou à sua liderança do exército em 15 de dezembro e voltou para sua casa. Muitos dos homens fizeram o mesmo e Johnson assumiu o comando dos 400 soldados que ficaram. Logo depois, um novo contingente de texanos e voluntários dos Estados Unidos chegaram com mais artilharia pesada. De acordo com Barr, o grande número de voluntários americanos "contribuiu para a visão mexicana de que a oposição texana resultou de influências externas".
Dentro de algumas semanas da rendição do México, Johnson e Dr. James Grant convenceu 300 dos texanos para juntá-los na preparação para invadir o México, deixando o coronel James C. Neill para fiscalizar os restantes 100 soldados do exército texana guarnecida no Álamo. Embora a expedição Matamoros, como veio a ser conhecida, tenha sido apenas um dos muitos esquemas para levar a guerra ao México, não deu resultados. Em 6 de novembro de 1835, a Expedição Tampico em José António Mexia deixou Nova Orleans com a intenção de capturar a cidade do Centralismo. A expedição fracassou. Estas missões independentes drenaram o movimento texano de suprimentos e homens.

### Governo provisório
Em Gonzales, a consulta agendada para o mês antes arrancou finalmente, depois de delegados suficientes das colônias chegou a significar um quorum. Após acirrado debate, eles finalmente criaram um governo provisório que não era para ser separado do México, mas apenas para se opor ao centralismo. Eles elegeram Henry Smith como governador, e Sam Houston, foi nomeado comandante-em-chefe do exército regular do Texas. Não havia um exército regular ainda, do exército de Austin foi a todos os voluntários, para Houston teria que construir um. Os membros do exército regular seriam pagos com terras. O governo provisório encomendou corsários e estabeleceu um sistema postal. Um comerciante foi enviado para os EUA a tomar emprestado US$ 100 000. Eles ordenaram que centenas de cópias de vários livros militares. Austin Eles deram a opção de renunciar como comandante do Exército em Béxar e ir para os Estados Unidos como um comissário. Em 24 de novembro de 1835, Austin deixou o cargo de general. Eleições foram realizadas, e o coronel Edward Burleson se tornou o sucessor de Austin.

## Ofensiva de Santa Anna
Já em 27 de outubro, Antonio López de Santa Anna estava fazendo planos para conter a agitação no Texas. Ele demitiu-se das suas funções como presidente para conduzir o que ele apelidou de operações do exército no Texas, o que aliviaria Martín Perfecto de Cos e poria fim à revolta texana. Santa Anna e os seus soldados acreditavam que os texanos seriam rapidamente intimidados. O secretário mexicano de Guerra, José María Tornel, escreveu: "A superioridade do soldado mexicano sobre os montanhistas de Kentucky e os caçadores de Missouri é bem conhecida. Veteranos de 20 anos de guerras não podem ser intimidados pela presença de um ignorante exército da arte da guerra, incapaz de disciplina, e reconhecido por insubordinação".
As unidades que compõem o exército de operações geralmente operam sob a força total, e muitos dos homens eram recrutas. A maioria das tropas tinha sido convocado ou foram condenados que concordaram em servir no exército, em vez de prisão. Os oficiais mexicanos sabiam que os mosquetes Brown Bess levaram vantagem sobre alcance dos armamentos texanos, mas Santa Anna estava convencido de que seu planejamento seria superior, não obstante resultar em uma vitória fácil. Como parte de sua preparação, Santa Anna orquestrou um alerta aos cidadãos norte-americanos que se aglomeravam no Texas.

### Campanha de Goliad

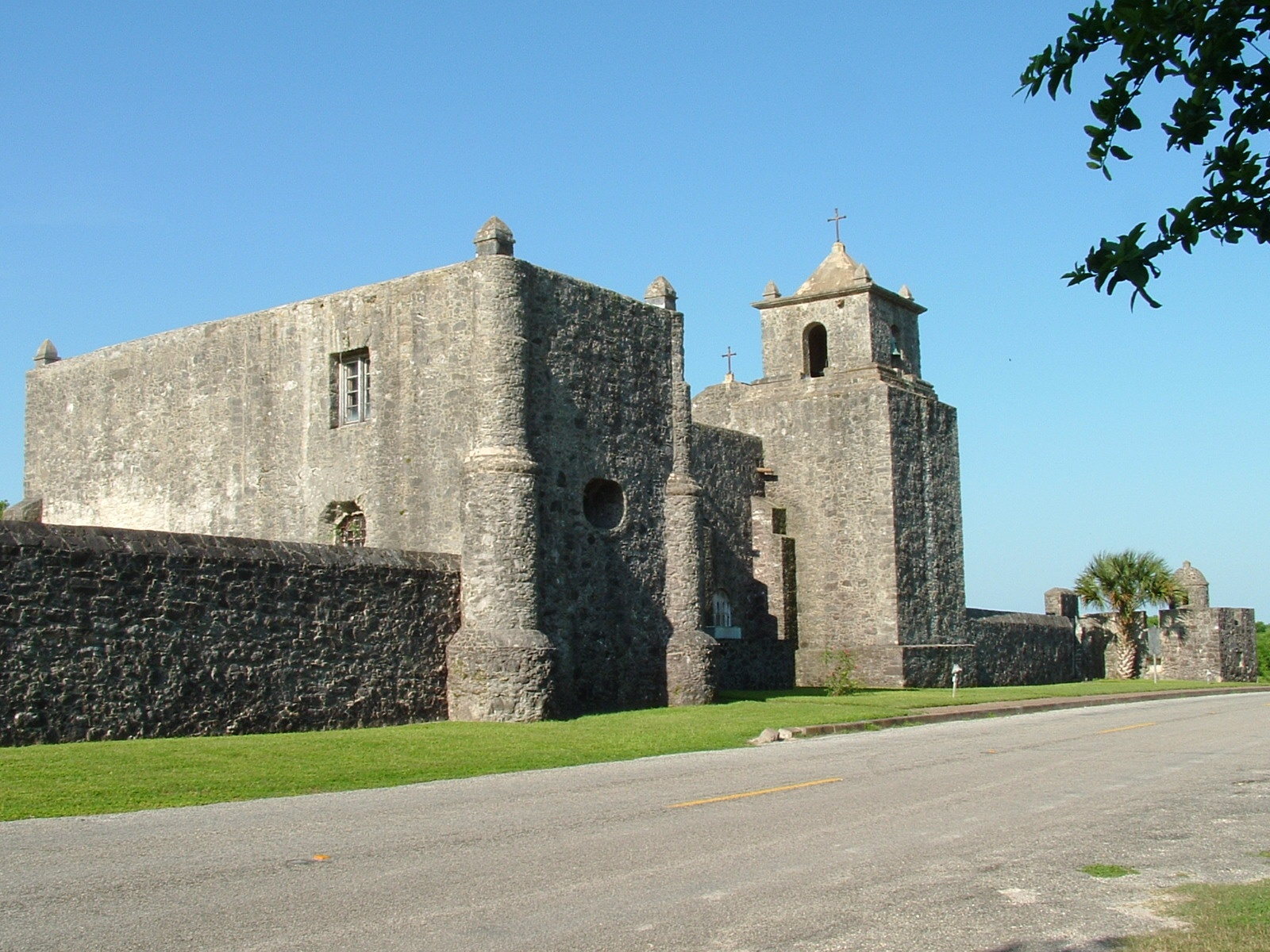
Presidio La Bahía em Goliad, Texas.

O general José Urrea marchou no Texas com a expedição Matamoros, fazendo o seu caminho para o norte seguindo a costa do Texas, evitando assim qualquer ajuda estrangeira por via marítima e abrindo uma oportunidade para a Marinha do México às terras necessárias. Depois de surpreender o coronel Frank Johnson e suas tropas na batalha de San Patricio, de Urrea forças derrotadas texana uma pequena força na Batalha de Agua Dulce em 2 de março de 1836. Urrea, em seguida, conduziu as suas tropas em direção Goliad, onde o coronel James Fannin comandou 450 das tropas do Exército Texano apenas fora do Álamo. Fannin então dividiu sua força, enviando 148 texanos com Amon B. King e William Ward para Refugio. Os texanos foram novamente derrotados na Batalha de Refugio. Fannin que enviou mensageiros para encontrar o rei e Ward, mas eles também foram capturados, que finalmente fornecidas Urrea com detalhes preciosos de planos de Fannin.
Fannin atrasada de seu retiro, e sua força de cerca de 300 homens foi capturado na pradaria aberta em uma depressão ligeira, perto Coleto Creek e fez três acusações a um alto custo em baixas mexicanas. Durante a noite, as forças Urrea cercaram os texanos, trouxe até o canhão e reforços, e induzidos a se render em termos Fannin no dia seguinte, 20 de março. Cerca de 342 das tropas texana capturados durante a Campanha Goliad foram executados em uma semana mais tarde do Domingo de Ramos, 27 de março de 1836, sob ordens diretas de Santa Anna, amplamente conhecido como o Massacre de Goliad.
Segundo Harbert Davenport, "O impacto do Massacre de Goliad foi crucial. Até que episódio de Santa Anna reputação esta tinha sido a de um homem hábil e astuto, em vez de um cruel ... juntamente com a queda do Álamo, marcado tanto Santa Anna e o povo mexicano com uma reputação de crueldade e despertou a fúria do povo do Texas, nos Estados Unidos, e mesmo a Grã-Bretanha e França, assim, consideravelmente promover o sucesso da Revolução do Texas".

### Álamo

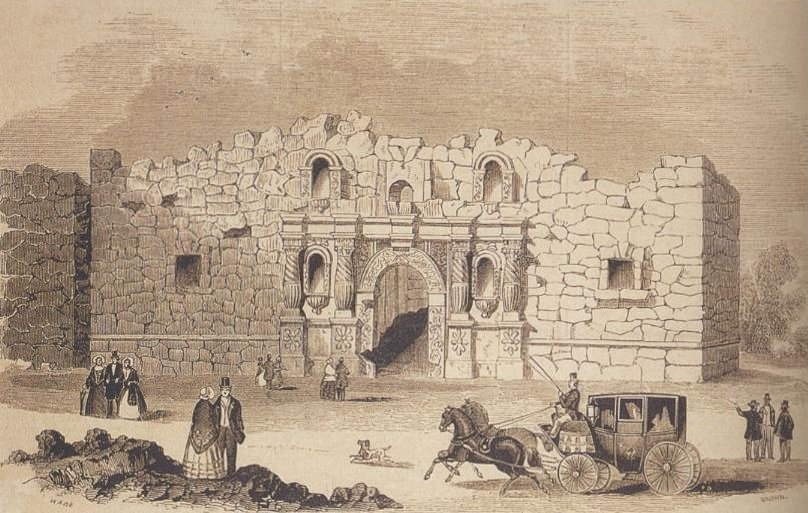
O Álamo.

O exército mexicano chegou em San Antonio em 23 de fevereiro. A guarnição texana estava totalmente despreparada para a chegada do exército mexicano e tinha de reunir rapidamente o alimento da cidade para abastecer o Alamo. Ao final da tarde Bexar foi ocupada por cerca de 1 500 soldados mexicanos, que rapidamente levantaram uma bandeira vermelho-sangue significando nenhum quarto. Nos 13 dias seguintes, o exército mexicano sitiou o Alamo. Embora houvesse várias pequenas escaramuças, que inicialmente rechaçaram os assaltos da tropa mexicana, forneceu os defensores algum optimismo muito necessária, mas que tiveram pouco impacto real. Na madrugada de 6 de março, o exército mexicano atacou a fortaleza, no que se tornou conhecido como a Batalha do Álamo. Quase todos os defensores da tropa texana, estimada em 182-257 homens, foram mortos, incluindo James Bowie, Davy Crockett e William B. Travis. A maioria dos historiadores concorda que, no Álamo, de 400 a 600 mexicanos foram mortos ou feridos. Isso representaria cerca de um terço dos soldados mexicanos envolvidos no assalto final, que as observações Todish é "uma enorme taxa de acidentes por qualquer padrão".
Em breve, Santa Anna dividiu seu exército e mandou rapidamente colunas ao Texas. O objetivo era forçar uma batalha decisiva contra o exército texana, agora liderado pelo general Sam Houston.

## Encontro dos dois exércitos

### A retirada texana

Mapa do México, 1835-1846, com suas divisões administrativas. As áreas em vermelho mostram as regiões onde os movimentos separatistas estavam ativos.

Sam Houston compreendeu de imediato que o seu pequeno exército não estava preparado para enfrentar Antonio López de Santa Anna a céu aberto. A cavalaria mexicana, experiente e temida, era algo que os texanos não poderiam derrotar facilmente. Vendo que sua única opção era manter o exército juntos o suficiente para ser capaz de lutar em condições favoráveis, Houston ordenou uma retirada para a fronteira com os EUA, e muitos colonos também fugiram na mesma direção. Especula-se que um dos possíveis cenários de Houston foi concebido para realmente levar seu exército texano em Louisiana (território dos Estados Unidos), após o que um mexicano exército invasor poderia ser atacado não só pelo exército texano em retirada, mas também pelas forças americanas convocados a partir de guarnições, em Nova Orleans. Sam Houston era um velho amigo do então presidente dos EUA, Andrew Jackson, e, possivelmente, tinha algum tipo de comunicação durante esse período crucial, e Stephen F. Austin foi em Nova Orleans durante este tempo, dar uma medida de credibilidade a tais especulações. Em seu caminho em direção a Louisiana, o exército texano implementou uma política de terra arrasada, negando que o exército mexicano se abastecesse de provisões. Logo, as chuvas tornaram as estradas intransitáveis, a estação fria e fez a lista das vítimas de crescer em ambos os exércitos.
O exército de Santa Anna, sempre nos calcanhares de Sam Houston, fez implacável perseguição. A cidade de Gonzales não poderia ser defendida pelos revolucionários, por isso foi incendiada. O mesmo destino teve a colônia Austin de San Felipe. O desespero cresceu entre as fileiras de homens de Houston, e muita animosidade foi direcionado para ele. Tudo o que impediu o avanço Santa Anna eram os rios caudalosos, o que deu Houston a chance de descansar o seu exército.

### A derrota de Santa Anna
Os eventos ocorreram em um ritmo rápido depois que Antonio López de Santa Anna decidiu dividir a sua própria coluna rapidamente no sentido de Galveston, para onde os membros do governo provisório tinham fugido. Santa Anna esperava capturar os líderes revolucionários, e pôr fim à guerra, que se tinha provado cara e prolongada. Santa Anna, como ditador do México, sentiu a necessidade de retornar à Cidade do México logo que possível. Sam Houston foi informado do movimento inesperado de Santa Anna. Totalizando cerca de 700, a coluna de Santa Anna da marchou leste a partir de Harrisburg, no Texas. Sem o consentimento Houston, e cansado de fugir, o exército de 900 texanos virou-se para enfrentar o inimigo. Houston não podia fazer nada, mas seguir. Relatos dos pensamentos de Houston durante estes movimentos estão sujeitos à especulação, pois Houston não realizava conselhos de guerra.

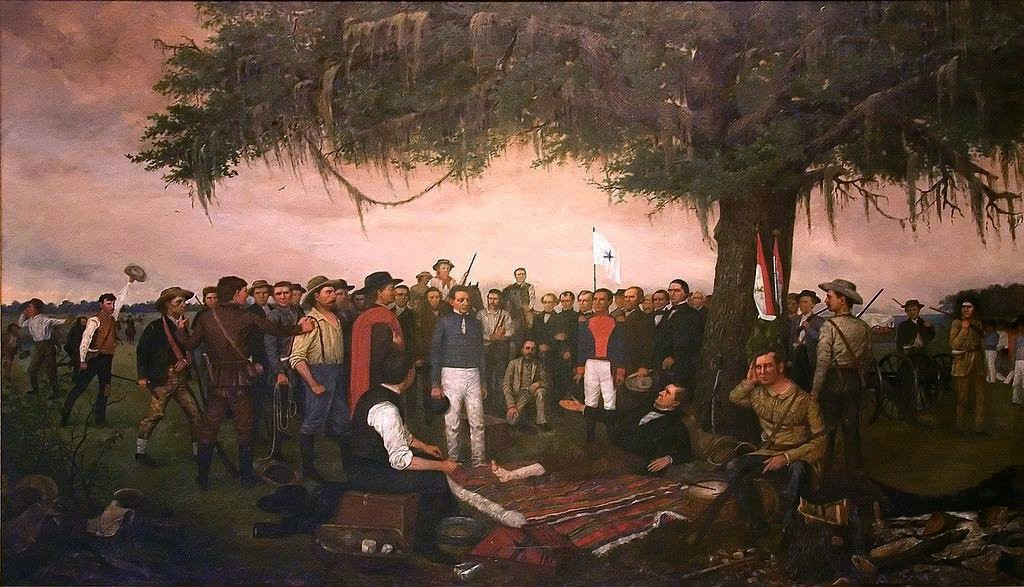
Rendição de Santa Anna, por William Huddle. A cena mostra o presidente mexicano e seu general rendendo-se ao ferido Sam Houston.

Em 20 de abril, os dois exércitos se encontraram no rio San Jacinto. A separá-los estava um grande desnível do terreno com grama alta, que os texanos usaram como cobertura. Santa Anna, exultante por ter finalmente o Exército Texano na sua frente, esperava reforços, que eram lideradas pelo general Martín Perfecto de Cos. No mesmo dia, uma batalha foi travada entre os inimigos, a maioria de cavalaria, mas se resultados definidos.
Para o desânimo dos texanos, o exército de Santa Anna chegou mais cedo do que o esperado com 540 soldados a mais, portanto agora com mais de 1 200 homens. Irritado com a perda de oportunidade pela indecisão de Sam Houston, o exército texano decidiu fazer um ataque. Cerca de 15h30 em 21 de abril, após a queima de Vince's Bridge, os texanos avançaram, pegando o exército mexicano de surpresa. Horas antes do ataque, Santa Anna tinha ordenado a retirada aos seus homens, observando que o texanos não atacariam sua força superior. Além disso, o exército tinha sido levado até ao limite de resistência pelo marchas forçadas em curso. Sua força foi esmagada por texanos avançando sobre o campo mexicano. Uma batalha de 18 minutos se seguiu, mas logo as defesas desmoronaram e um massacre se seguiu. Todos os homens da força de Santa Anna os homens foram mortos ou capturados pelo exército de texanos de Sam Houston em que, em grande desvantagem numérica, apenas nove texanos morreram. Esta batalha decisiva resultou na independência do Texas do México.
Santa Anna foi encontrado em um pântano vestindo o uniforme de um soldado comum e capturado. Ele foi trazido perante Houston, que tinha sido ferido no tornozelo. Santa Anna decidiu encerrar a campanha. O General Vicente Filisola, observando o estado de seu exército cansado e com fome, marchou de volta ao México, mas não sem protestos de Urrea. Santa Anna foi forçado a assinar dois tratados, um tratado público e um privado informando a troca de prisioneiros e nunca lutar contra os texanos novamente. Apenas Santa Anna foi derrotado, não o exército e Urrea sentia que a campanha deve continuar, mas Filisola discordou.

## Consequências

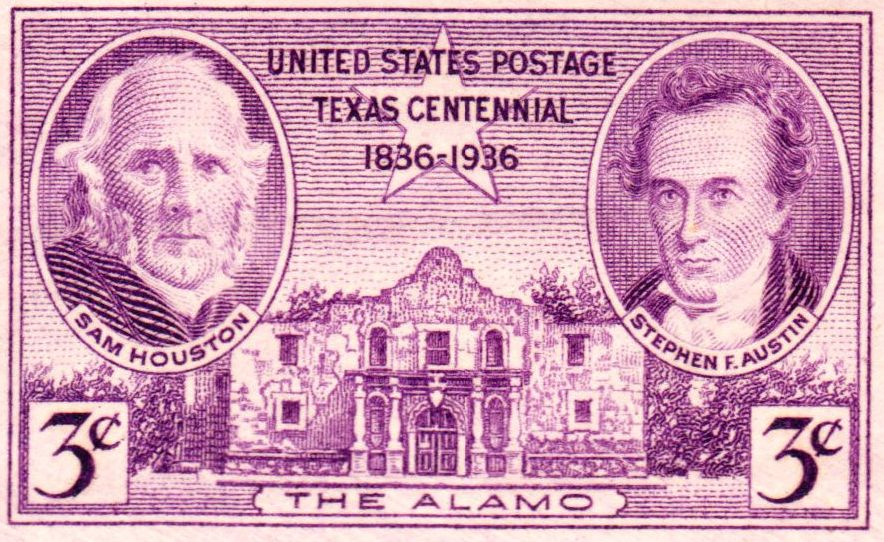
Edição de 1936 em comemoração 100º aniversário da República do Texas: Sam Houston (esquerda) e Stephen F. Austin (à direita).

Com Antonio López de Santa Anna feito prisioneiro, seus captores o obrigaram a assinar o Tratado de Velasco em 14 de maio. O tratado reconheceu a independência do Texas e garantiu a vida de Santa Anna. O plano inicial era para mandá-lo de volta ao México para ajudar as relações fluidas entre os dois estados. Sua partida foi atrasada por uma multidão que queria vê-lo morto. Santa Anna, declarando-se como a única pessoa que poderia trazer a paz, foi enviado a Washington, D.C., pelo governo do Texas para encontrar com o presidente Andrew Jackson, a fim de garantir a independência da nova república.
Mas o governo mexicano depôs Santa Anna à revelia, assim, ele já não tinha qualquer autoridade para representar o México. O Tratado de Velasco nunca foi ratificado no México, a partir do fim da revolução acerca do início da Guerra Mexicano-Americana. A Marinha do Texas foi incumbida de forçar o governo mexicano a aceitar a independência do Texas. Embora os combates entre o exército mexicano e texano tenha cessado, as batalhas na água e na costa ainda estavam se desdobrando. Alguns dos conflitos militares mais notáveis foram a batalha do rio Brazos, a Batalha de Galveston Harbor e Batalha Naval do Campeche. Santa Anna ressurgiu como um herói durante a Guerra da pastelaria em 1838. Ele foi reeleito presidente e, logo depois, ele ordenou expedições liderados por Rafael Vásquez Gerais e Adrian Woll no Texas, San Antonio de ocupação, mas brevemente. Houve pequenos confrontos entre os dois países durante vários anos. A guerra entre o Texas e o México não tinha realmente chegado ao fim até a Guerra Mexicano-Americana de 1846.
Com a vitória de Sam Houston em San Jacinto, ele ganhou a presidência da República do Texas. Mais tarde, ele se tornou um senador dos EUA e governador do Texas. Stephen F. Austin, depois de uma eleição perdida para a presidência do Texas, em 1836, foi nomeado Secretário de Estado, mas morreu pouco depois. Sam Houston, Austin elogiado como o "Pai do Texas". Mais tarde, durante a Guerra Civil Americana, muitos texanos consideraram Sam Houston como "traidor da República" por seus esforços para manter o Texas na união federal dos Estados Unidos e sua recusa a fazer um juramento de lealdade aos Estados Confederados.